# 赫洛与勒安得耳
赫洛与勒安得耳（Hero and Leander）是一个希腊神话，在分隔欧亚两州的赫勒斯滂海峡的亚洲一岸有一座叫阿卑多斯的城市，城里面住着一位俊美的青年名叫勒安得耳（希臘語：Λέανδρος，也作利安德），隔峡相望的塞斯托斯有一位少女名叫赫洛（希臘語：Ἡρώ，也作希罗），是阿芙洛狄忒的女祭司。赫洛与勒安得耳相恋，每天晚上勒安得耳都泅过海峡与赫洛相会，赫洛总是燃起火把来为勒安得耳指引方向，后来在一个暴风雨之夜火把被吹灭，勒安得耳遂溺水而死，第二天早上赫洛在岸边见到勒安得耳的尸体后跳水自杀而死。

## 画廊
- 赫洛与勒安得耳，彼得·保羅·魯本斯绘
- 约瑟夫·玛罗德·威廉·透纳绘
- 赫洛早上的发现
- 威廉·埃蒂绘
- 弗雷德里克·雷顿画作，刻画赫洛焦急等待在风暴中的勒安得耳的神情